# Max Meyer (Fußballspieler, 2006)
Max Meyer (* 17. August 2006 in Regensburg) ist ein deutscher Fußballspieler. Er stand zuletzt in seiner Heimat beim SSV Jahn Regensburg unter Vertrag.

## Karriere
Max Meyer begann in seiner Geburtsstadt beim FSV Prüfening mit dem Fußballspielen. Seit der U11 spielt er für den größten Verein der Stadt, den SSV Jahn Regensburg, und durchlief seitdem sämtliche Jugendmannschaften des Klubs. Mit der U17 stieg er 2021 in die Junioren-Bundesliga auf. Im November 2023 unterschrieb er in Regensburg einen Profivertrag. Am 28. Spieltag der Drittligasaison 2023/24 kam er gegen den SV Waldhof Mannheim zu seinem ersten Einsatz im Profifußball, als er in der 79. Minute für Tobias Eisenhuth eingewechselt wurde. Im weiteren Saisonverlauf kam er noch zu einigen Jokereinsätzen in der 3. Liga. Sein Team beendete die Saison auf Rang drei und konnte sich in der Relegation gegen den SV Wehen Wiesbaden, in der er ebenfalls zum Einsatz kam, den Aufstieg in die 2. Bundesliga sichern. Sein Debüt in der 2. Bundesliga feierte er beim Auswärtsspiel beim Hamburger SV, als er für Kai Pröger eingewechselt wurde. Im Sommer 2025 verließ er Jahn Regensburg.